# Episodi di CSI: Miami (sesta stagione)
La sesta stagione della serie televisiva CSI: Miami, composta da 21 episodi, è stata trasmessa dal 24 settembre 2007 al 19 maggio 2008 sul canale statunitense CBS.
In Italia la stagione è stata trasmessa in prima visione dal 5 settembre 2008 all'11 febbraio 2009 su Italia 1.
| nº | Titolo originale           | Titolo italiano           | Prima TV USA      | Prima TV Italia   |
| -- | -------------------------- | ------------------------- | ----------------- | ----------------- |
| 1  | Dangerous Son              | Il figlio                 | 24 settembre 2007 | 5 settembre 2008  |
| 2  | Cyber-lebrity              | Pericolo on-line          | 1º ottobre 2007   | 12 settembre 2008 |
| 3  | Inside Out                 | Sottosopra                | 8 ottobre 2007    | 19 settembre 2008 |
| 4  | Bang, Bang, Your Debt      | L'amico fantasma          | 15 ottobre 2007   | 26 settembre 2008 |
| 5  | Deep Freeze                | Freddo profondo           | 22 ottobre 2007   | 3 ottobre 2008    |
| 6  | Sunblock                   | Filtro solare             | 29 ottobre 2007   | 10 ottobre 2008   |
| 7  | Chain Reaction             | Reazione a catena         | 5 novembre 2007   | 17 ottobre 2008   |
| 8  | Permanent Vacation         | Vacanza senza fine        | 12 novembre 2007  | 24 ottobre 2008   |
| 9  | Stand Your Ground          | Legittima difesa          | 19 novembre 2007  | 31 ottobre 2008   |
| 10 | CSI: My Nanny              | Morte di una tata         | 26 novembre 2007  | 7 novembre 2008   |
| 11 | Guerillas In The Mist      | Guerriglieri nella nebbia | 10 dicembre 2007  | 14 novembre 2008  |
| 12 | Miami Confidential         | Miami Confidential        | 17 dicembre 2007  | 21 novembre 2008  |
| 13 | Raising Caine              | Il processo               | 14 gennaio 2008   | 21 novembre 2008  |
| 14 | You May Now Kill the Bride | Il velo della sposa       | 24 marzo 2008     | 28 novembre 2008  |
| 15 | Ambush                     | L'imboscata               | 31 marzo 2008     | 28 novembre 2008  |
| 16 | All In                     | L'ultima scommessa        | 1º aprile 2008    | 5 dicembre 2008   |
| 17 | To Kill a Predator         | Il predatore da eliminare | 21 aprile 2008    | 14 gennaio 2009   |
| 18 | Tunnel Vision              | Tunnel                    | 28 aprile 2008    | 21 gennaio 2009   |
| 19 | Rock and a Hard Place      | L'addio di Alexx          | 5 maggio 2008     | 28 gennaio 2009   |
| 20 | Down to the Wire           | La morte corre sul filo   | 12 maggio 2008    | 4 febbraio 2009   |
| 21 | Going Ballistic (1)        | Le pallottole della morte | 19 maggio 2008    | 11 febbraio 2009  |

## Il figlio
- Titolo originale: Dangerous Son
- Diretto da: Sam Hill
- Scritto da: Marc Dube

### Trama
Un funzionario di sorveglianza viene ucciso nella sua casa e la polizia sospetta che l'assassino possa essere uno dei ragazzi in libertà vigilata di cui si occupava. Horatio scopre che nel gruppo di sospetti che hanno preso in ostaggio delle persone, finendo poi con il commettere un omicidio, potrebbe esserci suo figlio.
- Guest star: Johnny Whitworth, David Gallagher, Evan Ellingson, Kevin Durand, Lisa Sheridan, Sofia Milos

## Pericolo on-line
- Titolo originale: Cyber-lebrity
- Diretto da: Matt Earl Beesley
- Scritto da: Corey Evett e Matt Partney

### Trama
Alcuni persecutori hanno trasformato una giovane stella del nuoto in un sex symbol dopo aver piazzato alcune foto della ragazza su Internet. Mentre è incaricato della sua protezione, Horatio scopre di essere a sua volta in pericolo a causa della sua testimonianza di fronte al Grand Jury.
- Guest star: Jessy Schram, Brianne Davis, Brian Krause, David Lee Smith, Justin Baldoni, Vince Vieluf, Jessica Szohr, Nolan North, Andrea Robinson

## Sottosopra
- Titolo originale: Inside Out
- Diretto da: Gina Lamar
- Scritto da: Sunil Nayar e John Haynes

### Trama
Il figlio di Horatio scompare durante un trasporto dalla prigione che è stato attaccato. Il capo dell'unità CSI di Miami scopre che l'identità di Kyle potrebbe essere stata rivelata per arrivare a lui, quindi diviene imperativo ritrovare il ragazzo prima che sia troppo tardi. Ryan causa una serie di tensioni fra i suoi colleghi quando viene assunto come esperto in un processo per conto della difesa. Kyle si riunisce con Horatio che lo porta in prigione ma dice a suo figlio di guardarsi le spalle. Il boss mafioso Joe Lebrock scopre grazie ai suoi uomini fuori dalla prigione che Kyle è il figlio di Horatio e lo sequestra per tenere sotto scacco Horatio minacciando il poliziotto. Per tutta risposta Horatio minaccia Lebrock che l'avrebbe ucciso esattamente come aveva fatto con l'uomo che aveva ucciso sua moglie se Lebrock non gli dirà immediatamente dove ha portato Kyle. Rendendosi conto che Horatio l'avrebbe ucciso il criminale cede e gli rivela dove ha segregato il ragazzo che viene ritrovato da Horatio che rivela a Kyle di essere suo padre e che d'ora in poi sarà protetto. Horatio chiede successivamente a un detenuto di nome Oscar che aveva rubato una moto di proteggere Kyle in prigione in cambio Horatio non l'avrebbe fatto accusare del furto e Oscar accetta.
- Guest star: Christina Chang, Evan Ellingson, Aries Spears, John Sharian, David Newsom, Callard Harris, Boti Ann Bliss, Steve Toussaint

## L'amico fantasma
- Titolo originale: Bang, Bang, Your Debt
- Diretto da: Karen Gaviola
- Scritto da: Barry O'Brien e Brian Davidson

### Trama
La squadra indaga sull'omicidio di una studentessa e rinviene una serie di prove le quali fanno supporre che l'agente Tim Speedle potrebbe non essere morto.
- Guest star: Johnny Whitworth, Brendan Fehr, Yusuf Gatewood, Jeff Hephner, Kyle Schmid, Rory Cochrane

## Freddo profondo
- Titolo originale: Deep Freeze
- Diretto da: Sam Hill
- Scritto da: Elizabeth Devine

### Trama
L'indagine sulla morte di una leggenda dello sport incontra una serie di complicazioni quando il cadavere della vittima viene smarrito dal laboratorio.
- Guest star: Johnny Whitworth, Dina Meyer, Flex Alexander, Stana Katic, Paul Schulze, Dale Midkiff, Claire Coffee, Chris William Martin, David Lee Smith, Boti Bliss, Jessica Szohr, Marita De Leon

## Filtro solare
- Titolo originale: Sunblock
- Diretto da: Christine Moore
- Scritto da: Corey Miller

### Trama
Mentre gli uomini dell'unità CSI tentano di catturare un serial killer che ha colpito nel corso di un'eclissi solare, iniziano ad accadere una serie di strani eventi.
- Guest star: Johnny Whitworth, David Lee Smith, Tyler Hoechlin, Christopher Michael Rivera, James Jordan, Jessica Szohr

## Reazione a catena
- Titolo originale: Chain Reaction
- Diretto da: Scott Lautanen
- Scritto da: Brian Davidson, Corey Evett e Matt Partney

### Trama
L'indagine sulla morte di una modella conduce Horatio di nuovo sulle tracce di suo figlio e della sua nemesi, l'agente degli Affari Interni Rick Stetler. Si scopre che ad aver ucciso la modella era stata una sua collega poiché la ragazza voleva denunciare il traffico di droga che suo marito il boss mafioso Joe Lebrock gestiva dalla prigione usando i vestiti della sfilata per trasportare la droga. Il boss successivamente fa uccidere in prigione Oscar il detenuto che proteggeva Kyle con una bomba nascosta in un campo per i lavori forzati e fa accusare Kyle dell'accaduto facendo trovare nella cella del ragazzo il telefono usato per far esplodere la bomba. Kyle interrogato dal padre rivela che aveva accettato di nascosto il telefono che Lebrock gli aveva dato come modo per scusarsi con lui e il ragazzo lo aveva usato per cercare di trovare sua madre non sospettando che il boss gli avesse teso un tranello per farlo finire nei guai poiché non immaginava che il telefono fosse collegato al numero mortale che un altro detenuto su ordine del criminale aveva digitato attivando la bomba che aveva ucciso Oscar. Horatio grazie a un video dell'FBI fornitigli da Natalia scopre che Lebrock ha un figlio che è in realtà un pedofilo e minaccia Lebrock di rivelare ai detenuti della prigione che il boss mafioso è il padre di un pedofilo e se ciò avvenisse poiché i pedofili non sono tollerati in galera tantomeno i loro parenti Lebrock verrebbe ucciso per rappresaglia dai carcerati. Il criminale per evitare la morte decide di lasciare in pace il ragazzo senza più causare problemi.
- Guest star: John Sharian, Christina Chang, Evan Ellington, Adrian J. Wilson, David Lee Smith, Helena Mattsson, Matthew Del Negro, Aries Spears, Chris Tardio, Steve Toussaint, Greg Rikaart, Matt Doherty

## Vacanza senza fine
- Titolo originale: Permanent Vacation
- Diretto da: Eagle Egilsson
- Scritto da: Barry O'Brien e Krystal Houghton

### Trama
I Partney, una famiglia di origini canadesi, si trovano a Miami per una breve vacanza. Uno dei due figli della coppia, Brian, viene barbaramente ucciso nell'ascensore dell'Hotel.
- Guest star: Leslie Hope, Michael Welch, Antonio Jaramillo, Jesse Garcìa, Gabrielle Christian, Dean Cain

## Legittima difesa
- Titolo originale: Stand Your Ground
- Diretto da: Joe Chappelle
- Scritto da: Marc Dube e John Haynes

### Trama
Un serial killer è in libertà e sembra essere mosso nelle sue azioni da un insaziabile desiderio. Calleigh potrebbe essere la sua prossima vittima. Quest'ultima mette in discussione le sue abilità per fare il suo lavoro e giungere a una cattura.
- Guest star: Johnny Whitworth, Jim True-Frost, David Lee Smith, Charles Malik Whitfield, Matt McTighe, Jake Abel, Cole Petersen, Sasha Pieterse

## Morte di una tata
- Titolo originale: CSI: My Nanny
- Diretto da: Jonathan Glassner
- Scritto da: Corey Miller e Krystal Houghton

### Trama
Lo stile di vita di alcune facoltose famiglie viene analizzato al microscopio degli uomini dell'unità CSI di Miami quando viene rinvenuto il corpo senza vita della tata di una di queste.
- Guest star: William R. Moses, Kristin Richardson, Henri Lubatti, Lorena Bernal, Justin Bruening, Jordan Garrett, Matt Stasi

## Guerriglieri nella nebbia
- Titolo originale: Guerillas in the Mist
- Diretto da: Carey Meyer
- Scritto da: Barry O'Brien e Brian Davidson

### Trama
Una rarissima arma da guerra in grado di vaporizzare gli esseri umani è in giro per le strade di Miami. L'arma si chiama DX4.
- Guest star: Erika Alexander, Rockmond Dunbar, Sasha Roiz, Terry Serpico, John Ortiz, Boti Ann Bliss, Mark Wystrach

## Miami Confidential
- Titolo originale: Miami Confidential
- Diretto da: Sam Hill
- Scritto da: Marc Dube

### Trama
Mentre stanno indagando sulla morte di una giovane donna, gli uomini dell'unità CSI di Miami fanno luce sulla vita segreta di un agente dell'FBI privo di scrupoli.
- Guest star: Matthew Del Negro, Mark Rolston, Tia Texada, Ricky Harris, Micah Alberti, Erin Cahill, Boti Bliss, Mette Holt

## Il processo
- Titolo originale: Raising Caine
- Diretto da: Gina Lamar
- Scritto da: Sunil Nayar

### Trama
Bill Winston viene ucciso nel suo ufficio e Horatio scopre che la moglie della vittima è Julia, la madre di Kyle, ritornata a Miami. La donna è ora la vedova di un miliardario. Per questo motivo è intenzionata a fare tutto quello che è in suo potere per ottenere il ritorno a casa di suo figlio.
- Guest star: Elizabeth Berkley (Julia), Christina Chang, Michael Muhney, Jay R. Ferguson, Lisa Sheridan, Steve Toussaint, Anna Rose Hopkins

## Il velo della sposa
- Titolo originale: You May Now Kill the Bride
- Diretto da: Eagle Egilsson
- Scritto da: Barry O'Brien

### Trama
La morte di una sposa conduce gli uomini della squadra CSI di Miami a indagare all'interno di uno strip club. L'omicidio della donna è avvenuto nel bel mezzo della cerimonia matrimoniale. Gli agenti della scientifica scoprono che il colpo mortale è stato sparato da un'arma collocata sotto la limousine degli sposi e comandata a distanza da un cellulare. Viene inoltre alla luce che il vero bersaglio era una dipendente dello strip club presente alla cerimonia, la quale aveva ricattato lo sposo, un famoso giocatore di baseball, minacciando di rendere pubbliche le foto dell'uomo vestito con abiti femminili. I sospetti si concentrano su di uno dei colleghi del giocatore.
- Guest star: Rich McDonald, Torrey DeVitto, Warren Kole, Brook Kerr, Ken Marino, Fabiana Udenio, Jarrod Bunch

## L'imboscata
- Titolo originale: Ambush
- Diretto da: Sam Hill
- Scritto da: Corey Evett e Matt Partney

### Trama
L'auto della testimone che avrebbe dovuto presentarsi al processo contro Kyle Harmon viene ripescata da un fiume con al suo interno il corpo senza vita della donna. Horatio deve quindi vedersela di nuovo con Julia, la madre di suo figlio, la quale è decisa a mettere le cose in chiaro. Le indagini conducono gli uomini dell'unità CSI sulle tracce di un ex-compagno di truffe della donna. Nel frattempo, Calleigh diventa il bersaglio di un sito Internet che cerca di mettere in ridicolo la sua competenza come agente della scientifica. Ryan scopre che il gestore del sito è Cooper, l'esperto di computer una volta in forza presso l'unità CSI. Le azioni dell'uomo potrebbero compromettere l'indagine e mettere in pericolo la vita di Calleigh. Julia denuncia Horatio alle autorità brasiliane rivelando il suo coinvolgimento nella morte di Antonio Rias. L'uomo viene estradato in Brasile e deve ora difendersi dai suoi nemici. Dopo aver ricevuto una falsa chiamata per una scena del crimine, Calleigh viene presa in ostaggio.
- Guest star: Brendan Fehr, Elizabeth Berkley, Kim Coates, Evan Ellingson, David Lee Smith, Lisa Sheridan, Giancarlo Esposito, Cornell Womack, Sofia Milos

## L'ultima scommessa
- Titolo originale: All In
- Diretto da: Joe Chappelle
- Scritto da: Krystal Houghton

### Trama
A Rio de Janeiro, Horatio ha uno scontro sanguinoso con i membri della Mala Noche. Uscito indenne da una sparatoria, l'uomo ritorna a Miami dove viene informato del rapimento di Calleigh. Quest'ultima si trova nelle mani di due uomini che pretendono di essere aiutati a ripulire una scena del crimine. Nel corso del lavoro, l'agente della scientifica scopre che l'omicidio del quale i suoi rapitori non vogliono essere incolpati è avvenuto in un altro luogo. Horatio continua a indagare sul nuovo compagno di Julia, mentre i suoi uomini individuano una pista che li conduce nel magazzino dove fino a qualche ora prima si trovava la loro collega. Grazie alle informazioni ottenute da uno dei due rapitori, che ha deciso di costituirsi, e agli indizi disseminati da Calleigh, gli agenti della scientifica riescono a tendere una trappola al rapitore rimasto e a salvare la loro amica.
- Guest star: Elizabeth Berkley, Kim Coates, Carlos Jacott, Chad Donella, Collins Pennie, Evan Ellingson, Brendan Fehr, Graham McTavish

## Il predatore da eliminare
- Titolo originale: To Kill a Predator
- Diretto da: Matt Earl Beesley
- Scritto da: Brian Davidson

### Trama
L'avvocato Sean Radley muore dopo essere stato investito da un pirata della strada. Le indagini di Horatio e Natalia rivelano che l'assassino era al volante dell'automobile della moglie di Bradley. La donna sostiene che l'auto le era stata rubata poche ore prima del delitto. Questo delitto e altri nel corso dell'episodio mostra che tutte le vittime sono dei pedofili, si scoprirà che ad aver ucciso l'avvocato pedofilo era stata la figlia dopo che il padre era stato smascherato come pedofilo da un programma televisivo che smaschera i pedofili con delle esche per portarli allo scoperto e mettere in allerta le autorità per farli arrestare e di conseguenza la ragazza non potendo più avere una vita normale a scuola a causa del comportamento pedofilo di suo padre lo aveva investito con l'auto per mettere fine alla terribile situazione in cui viveva mentre sua madre aveva ucciso col fucile del marito l'altro pedofilo anche lui smascherato dal programma televisivo per poter allontanare i sospetti dalla figlia. Eric e Horatio comprendendo ciò decidono di fare in modo che madre e figlia abbiano una pena minima dato che la situazione per la famiglia era diventata insostenibile per le colpe del padre pedofilo. Prima di essere portata via la ragazza informa Horatio che una ragazza di quattordici anni è stata presa di mira da un pedofilo e che stava cercando di proteggerla e grazie alle sue informazioni Horatio precede il pedofilo avvisando la ragazza del pericolo, chiedendole di far entrare l'uomo. Una volta fatto questo, Horatio scopre con shock e disgusto che il pedofilo è uno dei membri del programma televisivo che smascherava i pedofili quando in realtà era lui stesso un pedofilo come loro quindi Horatio chiede alla ragazzina di uscire di casa, mentre lui si occupa di sistemare il pedofilo con le sue mani malmenandolo usando come scusa la resistenza all'arresto per poi infine arrestarlo e farlo sbattere in prigione a vita.
- Guest star: George Newbern, Stephanie Niznik, Jordan Hinson, Peter James Smith, Alexa Nikolas, Vivan Dugré, Rebecca Marshall, Shane Johnson, B.J. Britt, Paul Rudd

## Tunnel
- Titolo originale: Tunnel Vision
- Diretto da: Karen Gaviola
- Scritto da: Tamara Jaron

### Trama
Un cadavere viene ritrovato in una buca, e l'investigazione della squadra sulla morte porta a una rapina in banca nella quale la vittima sta tenendo per sé uno scioccante segreto. Il caso coinvolge anche un video incriminante della figlia di un ricco imprenditore con uno spacciatore di droga.
- Guest star: John Schneider, Kaitlin Doubleday, Michael DeLorenzo, Edi Gathegi, Boti Bliss, Tom Virtue, Matt Bushnell, Lamont Johnson

## L'addio di Alexx
- Titolo originale: Rock and a Hard Place
- Diretto da: Gina Lamar
- Scritto da: Marc Dube

### Trama
Il figlio di Alexx diventa il primo sospettato per un omicidio e la CSI cerca di nascondere il suo nome mentre la squadra cerca prove per scagionarlo.
- Guest star: Katherine Moennig, Jack McGee, Toby Hemingway, Harrison Knight, Boti Bliss, Scott Elrod, Matt Bushnell, Lamont Johnson

## La morte corre sul filo
- Titolo originale: Down to the Wire
- Diretto da: Eagle Egilsson
- Scritto da: Sunil Nayar

### Trama
Quando un uomo viene ucciso in seguito a una chiamata d'emergenza rivelatasi falsa, Horatio si trova a dover combattere contro un investigatore privato che riesce sistematicamente a distruggere il lavoro fatto dai suoi uomini.
- Guest star: Mark Famiglietti, Mireille Enos, Chris Williams, David Lee Smith, Tim Griffin, Tom Sizemore, David Furr, Garrett Maggart

## Le pallottole della morte
- Titolo originale: Going Ballistic
- Diretto da: Sam Hill
- Scritto da: Corey Miller

### Trama
Il nuovo esaminatore medico è vittima di una sparatoria; il team CSI scopre che le strade di Miami sono diventate pericolose anche per loro. Horatio deve allo stesso tempo cercare di tenere in vita tutto il suo team e mettere ordine nella vita del figlio.
- Guest star: Elizabeth Berkley, Steve Braun, José Zúñiga, Evan Ellingson, Kim Coates, David Keith, Lyriq Bent, Allison McAtee